# Rudi Boekhoven
Rudolph Gerrit (Rudi) Boekhoven (Groningen, 14 november 1940) is een Nederlandse politicus voor de PvdA.

## Loopbaan
Hij ging na de militaire dienst in Groningen sociologie studeren. In augustus 1970 werd hij op zijn 29e de jongste burgemeester van Nederland in Termunten. Van 1976 tot 1987 was hij burgemeester van Veendam en van 16 oktober 1987 tot aan zijn pensionering op 1 december 2005 was hij burgemeester van Zeist. Daarna was hij waarnemend burgemeester van de nieuwe gemeente Utrechtse Heuvelrug in 2006 en van november 2006 tot 1 januari 2011 van de gemeente Loenen, die daarna opging in de nieuwe gemeente Stichtse Vecht. Per 10 december 2012 werd Boekhoven door commissaris van de Koningin Roel Robbertsen benoemd tot waarnemend burgemeester van de gemeente Houten. Op 2 juli 2013 werd hij opgevolgd door Wouter de Jong.

## Familie
Zijn vader, Gerard Boekhoven, was onder andere burgemeester van Hoogezand-Sappemeer. Broer Hans Boekhoven was als lid van de VVD burgemeester van Schiermonnikoog en van Nijefurd.